# Archistes biseriatus
Archistes biseriatus és una espècie de peix pertanyent a la família dels còtids.

## Descripció
- La femella fa 15,9 cm de llargària màxima i 110 g de pes.
- És blanquinós al pit i el ventre.
- L'aleta pelviana és blanquinosa a les femelles i negra blavosa als mascles.[5][6][7]

## Hàbitat
És un peix marí, demersal i de clima subtropical que viu entre 10 i 200 m de fondària.

## Distribució geogràfica
Es troba al mar de Bering i les illes Kurils.

## Observacions
És inofensiu per als humans.